# Mîrne, Horohiv
Mîrne (în ucraineană Мирне) este localitatea de reședință a comunei Mîrne din raionul Horohiv, regiunea Volînia, Ucraina.

## Demografie
Componența lingvistică a localității Mîrne
     Ucraineană (98,61%)
     Alte limbi (0,9%)
Conform recensământului din 2001, majoritatea populației localității Mîrne era vorbitoare de ucraineană (98,61%), existând în minoritate și vorbitori de alte limbi.